# Studio 4°C
Studio 4°C Co., Ltd. é um estúdio de animação japonesa fundado por Eiko Tanaka e Koji Morimoto, em 1986. A origem de seu nome se deve à temperatura em que a água é mais densa.

## História
Studio 4°C produziu diversos filmes, OVAs (um formato de animação que consiste de um ou mais episódios de anime lançados diretamente ao mercado de vídeo VHS ou LD, atualmente DVD e blu-ray, sem prévia), e curtas. Alguns títulos de filmes iniciais incluem “Memories” (1995), “Spriggan” (1998), e “Princesa Arete” (2001). Em 2003, através de uma produção conjunta com a Warner Bros., a Studio 4°C criou cinco segmentos do The Animatrix. No ano seguinte, criaram o premiado filme Mind Game. O próximo filme, “Tekkonkinkreet” (2006), ganhou seis prêmios, incluindo Melhor Filme de Animação na Fantasia de 2007, Grande Prémio Lancia Platinum no Festival Future, e Prêmio da Academia Japonesa, na categoria de melhor animação. Ele também foi apresentado para o Oscar 2007 na categoria de melhor filme de animação, nos Estados Unidos.
Em 2007 ocorreu o lançamento do filme antologia Genius Party, uma coleção de sete curtas-metragens. Uma “continuação” do filme, em “Genius Party Beyond”, com uma coleção de cinco curtas-metragens, foi lançada no ano seguinte com a história de Batman: O Cavaleiro de Gotham. Aconteceu também o lançamento da série OVA, “Detroit Metal City”. No ano seguinte, “First Squad: The Moment of Truth” (Primeiro esquadrão: o momento da verdade) foi premiado no Festival Internacional de Cinema de Moscou. Em fevereiro de 2010, o 4°C contribuiu com dois curtas para a antologia de Halo Legends: "Origins", e "The Babysitter" (As Babás).

## Filmes
- Memórias (1995)
- Spriggan (1998)
- Princesa Arete (2001)
- Mind game (2004)
- Steamboy (2005)
- Tekkonkinkreet (2006)
- First Squad: A Hora da Verdade (2009)
- Berserk: Ōgon Jidai-Hen
  - O ovo do rei (2012)
  - A batalha por Doldrey (2012)
  - O descendente (2013)
- Justice league: The Flashpoint Paradox (Liga da Justiça: Ponto de Ignição) (2013)
- Harmony (2015)
- Mutafukaz (2017)
- Kaijū no Kodomo (2019)
- Poupelle of Chimney Town (2020)
- Gyokō no Nikuko-chan (2021)
- ChaO (2025)
- All You Need Is Kill (indeterminado)[4]

## Séries de televisão
- Uraroji Diamond (2000)
- Piroppo (2001)
- Super Robot Monkey Team Hyperforce Go! (2004)
- Tweeny Witches (2004)
- Kimagure Robot (2004)
- Ani*Kuri15 (2007)
- Transformers: Animated (2008)
- ThunderCats (2011)
- Chiisana Hana no Uta (2013)
- Phoenix: Eden17 (2023)
- Future Kid Takara (2025)
- SWAT Kats: Revolution (Em desenvolvimento) (co-produzido com Warner Bros. Animation e Toonz Entertainment)

## OVA
- Debutante Detective Corps (1996)
- Noiseman Sound Insect (1997)
- Eternal Family (1997)
- The Animatrix – "Kid's Story", "The Second Renaissance", "Beyond", "A Detective Story" (2003)
- Hijikata Toshizo: Shiro no Kiseki (2004)
- Batman: Gotham Knight (2008) 
  - Have I Got A Story For You
  - Working Through Pain
- Detroit Metal City (2008)
- Street Fighter IV – Aratanaru Kizuna (2009)
- Halo Legends (2010)
  - The Babysitter
  - Origins
- Green Lantern: Emerald Knights (2011)
- Kuro no Sumika - Chronus - (Young Animator Training Project, 2014)

## Curtas
- Gondora (1998)
- Digital Juice (2001)
- Jigen Loop (2001)
- Sweat Punch (5 curtas, 2001–2002. Liberado em DVD em 2007) – "Professor Dan Petory's Blues", "End of the World", "Comedy", "Beyond", and "Junk Town".
- Amazing Nuts! Parte 1 – Global Astroliner (2006)
- Amazing Nuts! Parte 2 – Glass Eyes (2006)
- Amazing Nuts! Parte 3 – Kung Fu Love – Even If You Become the Enemy of the World (2006)
- Amazing Nuts! Parte 4 – Joe and Marilyn (2006)
- Tamala's "Wild Party" (2007)
- Genius Party (July 7, 2007) – Coleção de sete curtas. Genius Party Beyond (February 15, 2008) – Coleção de cinco curtas.
- The Babysitter (2009) My Last Day (2011)
- Kid Icarus: Uprising – "Medusa's Revenge" (2012)
- Drive Your Heart (2013) – Spin-off to PES-peace eco smile, curta produzido pela Toyota
- Tuzki: Love Assassin (2014)
- Turnover (2015) – adaptação do mangá de mesmo nome Kanjo ga Kanji o Sukina Riyū Parte 1 and Parte 2 (2015)

## Videogames
- Ace Combat 04: Shattered Skies (2001)
- Tube Slider (2003)[5]
- Summon Night 3 (2003)
- Ape Escape: Pumped & Primed (2004)
- Ace Combat 5: The Unsung War (2004)
- Rogue Galaxy (2005)
- Lunar Knights (2006)
- Jeanne D'Arc (2006)
- Ace Combat X: Skies of Deception (2006)
- Street Fighter IV (2008)
- .hack//Link (2010)
- Zack & Ombra: The Phantom Amusement Park (2010)
- Catherine (2011)
- Hard Corps: Uprising (2011)
- Asura's Wrath (2012)
- Toukiden (2013)
- Tokyo Mirage Sessions ♯FE (2015)
- Guardian's Violation (2015)
- Doodle Champion Island Games (2021)

## Comerciais
- Nike – LeBron James (2004)
- Honda Edix– kiro (2006)